# Gerhard Fellner
Gerhard Fellner (* 24. April 1970 in Saalfelden am Steinernen Meer) ist ehemaliger österreichischer Fußballspieler und nunmehriger -trainer.

## Karriere

### Als Spieler
Der defensiv universell einsetzbare Salzburger zeichnete sich zeit seiner Karriere vor allem über seine Torgefährlichkeit aus. Überdies galt er als Wandervogel und spielte für zahlreiche Vereine im In- und Ausland: SV Austria Salzburg, VSE St. Pölten, FC Falkirk (Schottland), VfB Admira Wacker Mödling, FC St. Mirren (Schottland), LASK Linz, SV Pasching, danach ab 2005 wieder beim LASK Linz.
Von 2007 bis zu seinem Karriereende 2010 war Fellner beim First Vienna FC aktiv. In der Saison 2008/2009 wurde er in allen 30 Spielen in der Regionalliga Ost eingesetzt und hatte somit maßgeblichen Anteil am Aufstieg in die Erste Liga.

### Als Trainer
Nach der Saison 2009/2010 wurde bekannt, dass er seine Spielerkarriere beendet und stattdessen als Co-Trainer der Döblinger fungiert. Nach dem Weggang von Alfred Tatar übernahm Fellner am 12. Juni 2013 das Traineramt auf der Hohen Warte. Nach nicht einmal zwei Monaten und drei Niederlagen zum Saisonauftakt war sein Engagement als Cheftrainer der Vienna am 3. August 2013 schon wieder beendet.
Im Frühjahr 2015 übernahm er das Traineramt bei den SKN St. Pölten Juniors in der Regionalliga Ost. Diese führte er souverän von einem Abstiegsplatz in das gesicherte Mittelfeld, was ihn auch den Titel „Trainer der Saison“ bei einer Publikumswahl von ostliga.tv einbrachte.
Im Sommer 2015 wurde er als Co-Trainer von Manfred Bender beim Zweitligisten SK Austria Klagenfurt tätig. Nach Benders Entlassung im März 2016 wurde Fellner bis zum Sommer 2016 Cheftrainer. Mit der Austria musste er zu Saisonende zwangsweise den Gang in die Regionalliga antreten, da man keine Lizenz für die 2. Bundesliga erhielt.
Im Jänner 2017 wurde er Co-Trainer beim Zweitligisten SC Wiener Neustadt. Nachdem der Cheftrainer Roman Mählich den Verein nach dem verpassten Aufstieg nach der Saison 2017/18 verlassen hatte, übernahm Fellner dessen Posten. Im Mai 2019 trennte sich Wiener Neustadt von Fellner.
Zur Saison 2020/21 wurde er Co-Trainer von Peter Stöger beim Bundesligisten FK Austria Wien. Am Ende der Saison erreichte man die Qualifikation für die neu geschaffenen UEFA Conference League, durch Siege gegen den WAC in Play-off-Spielen.
Im Sommer 2021 wechselte Peter Stöger zu Ferencváros Budapest. Mit ihm folgten auch seine beiden Assistenten Gerhard Fellner und Alexander Bade in die ungarische Hauptstadt. Doch schon sechs Monate später endete das Gastspiel in Ungarn wieder. 
Im Sommer 2023 wurde er Trainer der Reservemannschaft von FC Admira Wacker Mödling. Mit den Panthers wurde er Meister und stieg mit ihnen in die Landesliga auf.
Im Sommer 2024 wechselte er zur Kampfmannschaft von FC Admira Wacker Mödling und wurde Co-Trainer von Thomas Silberberger.

## Erfolge
- 2 × Österreichischer Zweitliga-Meister (Trenkwalder Admira Wacker; LASK-Linz)
- 1 × Meister Regionalliga Ost (3. Spielklasse): 2009
- 1 × Stadthallensieger 2009
- Schottisches Cup-Finale 1997
- „Trainer der Saison“ ostliga.tv-Publikumswahl 2014–15